# Тацево
Тацево (пол. Taciewo) — село в Польщі, у гміні Сувалки Сувальського повіту Підляського воєводства.
Населення — 99 осіб (2011).
У 1975—1998 роках село належало до Сувальського воєводства.

## Демографія
Демографічна структура станом на 31 березня 2011 року:
|          | Загалом | Допрацездатний вік | Працездатний вік | Постпрацездатний вік |
| -------- | ------- | ------------------ | ---------------- | -------------------- |
| Чоловіки | 49      | 8                  | 36               | 5                    |
| Жінки    | 50      | 12                 | 28               | 10                   |
| Разом    | 99      | 20                 | 64               | 15                   |